# Jericó (Paraíba)
Jericó is een gemeente in de Braziliaanse deelstaat Paraíba. De gemeente telt 8.100 inwoners (schatting 2009).